# Vittjärnen (Burträsks socken, Västerbotten)
Vittjärnen är en sjö i Skellefteå kommun i Västerbotten och ingår i Rickleåns huvudavrinningsområde. Sjön har en area på 0,0475 kvadratkilometer och ligger 255,2 meter över havet. Sjön avvattnas av vattendraget Risbäcken.

## Delavrinningsområde
Vittjärnen ingår i det delavrinningsområde (716007-170381) som SMHI kallar för Utloppet av Vittjärnen. Medelhöjden är 258 meter över havet och ytan är 0,4 kvadratkilometer. Det finns inga avrinningsområden uppströms utan avrinningsområdet är högsta punkten. Risbäcken som avvattnar avrinningsområdet har biflödesordning 5, vilket innebär att vattnet flödar genom totalt 5 vattendrag innan det når havet efter 85 kilometer. Avrinningsområdet består mestadels av skog (36 procent) och sankmarker (53 procent). Avrinningsområdet har 0,05 kvadratkilometer vattenytor vilket ger det en sjöprocent på 11,4 procent.